# Daisy Waite
Daisy Liu Waite (chinesisch 刘黛希; * 9. September 2005 in Reading) ist eine britisch-chinesische Schauspielerin.

## Leben und Karriere
Waite wurde am 9. September 2005 in Reading geboren. Im Alter von 3 Jahren zog sie mit ihrer Familie nach Changsha. Sie hat für große Marken wie ANTA Sports gemodelt. Im Fernsehen ist sie als Moderatorin der Sendung Plsying Tricks des Hunan Broadcasting System bekannt.
Bekanntheit erlangte sie 2014 in dem Film Balala the Fairies: The Magic Trial. Außerdem spielte sie in The Boundary mit. Unter anderem wurde sie 2015 für den Film Balala the Fairies: Princess Camellia gecastet. Im selben Jahr bekam sie in der Serie Balala The Fairies: The Mystery Note eine Hauptrolle.

## Filmografie (Auswahl)
- 2012: Playing Tricks (Fernsehsendung)
- 2014: Balala the Fairies: The Magic Trial
- 2014: The Boundary
- 2015: Balala the Fairies: Princess Camellia
- 2015: Balala The Fairies: The Mystery Note (Fernsehserie)